# Marek Ummidiusz Kwadratus
Marek Ummidiusz Kwadratus Annianus (łac. Marcus Ummidius Quadratus Annianus; ur. 138; zm. 182) – rzymski polityk, konsul w roku 167 (z Lucjuszem Werusem), siostrzeniec cesarza Marka Aureliusza, uczestnik spisku przeciw Kommodusowi w 182.
Był synem senatora Gajusza Ummidiusza Kwadratusa Annianusa Werusa i Anny Kornificji Faustyny, siostry Marka Aureliusza. Urodził się w Rzymie. Jego siostrą była Ummidia Kornificja Faustyna. Przez matkę był spokrewniony z cesarską dynastią Antoninów.
W 182 jego cioteczna siostra Lucilla, niezadowolona z rządów swego brata, Kommodusa, zawiązała spisek, w który wciągnęła swoich krewnych, m.in. właśnie Ummidiusza Kwadratusa. Główną przyczyną spisku była rywalizacja pomiędzy Lucillą a żoną Kommodusa, Kryspiną. Lucilla, jako wdowa po cesarzu Lucjuszu Werusie nosząca tytuł augusty, rościła sobie prawa do przywilejów, które przysługiwały również Kryspinie jako żonie panującego cesarza. Celem spisku było zgładzenie Kommodusa i tymczasowe osadzenie na tronie Ummidiusza Kwadratusa, który cieszył się szacunkiem i poparciem senatu. Kwadratus miał adoptować zięcia i kochanka Lucilli, Kwintianusa, co zapewniło by mu sukcesję. Sama Lucilla zaś miała odzyskać swą wiodącą pozycję i honory należne cesarzowej.
Spisek zakończył się niepowodzeniem z winy Kwintianusa, któremu przypadło zadanie zabicia Kommodusa sztyletem, gdy ten wejdzie w ciemne przejście do amfiteatru. Zamiast bezzwłocznie zadać cios, Kwintianus teatralnym gestem uniósł sztylet i miał krzyknąć do cesarza: "Oto, co posyła ci senat!". Kwintianus został pojmany przez cesarską straż i uśmiercony po torturach.
Ummidiusz Kwadratus jako jeden z głównych prowodyrów spisku również został stracony. Jego siostra, Kornificja Faustyna została zesłana razem z Lucillą i jej córką na wyspę Capri (łac. Capreæ), gdzie wszystkie zostały zgładzone.
Kochanką Ummidiusza Kwadratusa była wyzwolenica, Greczynka Marcja, późniejsza kochanka Kommodusa.